# Atletismo nos Jogos Pan-Americanos de 1999 - 800 m feminino
As provas dos 800 m feminino nos Jogos Pan-Americanos de 1999 foram realizadas em 24 e 25 de julho de 1999. 

## Medalhistas
| Ouro                         | Prata                    | Bronze                             |
| Letitia Vriesde SUR Suriname | Norberto Téllez CUB Cuba | Meredith Valmon USA Estados Unidos |

## Resultados

### Eliminatórias
Classificação: Os dois primeiros de cada bateria (Q) e os dois próximos mais rápidos (q) classificaram à final.
| Posição | Eliminatória | Nome               | Nacionalidade      | Tempo   | Notas |
| ------- | ------------ | ------------------ | ------------------ | ------- | ----- |
| 1       | 2            | Meredith Valmon    | USA Estados Unidos | 2:01.95 | Q     |
| 2       | 2            | Zulia Calatayud    | CUB Cuba           | 2:02.34 | Q     |
| 3       | 2            | Yanelis Lara       | CUB Cuba           | 2:02.55 | Q     |
| 4       | 2            | Jeanette Castro    | MEX México         | 2:02.64 | q     |
| 5       | 2            | Vicky Lynch-Pounds | CAN Canadá         | 2:02.80 | q     |
| 6       | 1            | Letitia Vriesde    | SUR Suriname       | 2:03.96 | Q     |
| 7       | 1            | Diane Cummins      | CAN Canadá         | 2:04.53 | Q     |
| 8       | 1            | Kathleen Rounds    | USA Estados Unidos | 2:04.63 | Q     |
| 9       | 1            | Charmaine Howell   | JAM Jamaica        | 2:04.65 |       |
| 10      | 1            | Yaneth Lucumí      | COL Colômbia       | 2:05.60 |       |
| 11      | 2            | Augustina Charles  | LCA Santa Lúcia    | 2:09.14 |       |
| 12      | 1            | Niusha Mancilla    | BOL Bolívia        | 2:09.91 |       |

### Final
| Posição          | Nome               | Nacionalidade      | Tempo   | Notas |
| ---------------- | ------------------ | ------------------ | ------- | ----- |
| Medalha de ouro  | Letitia Vriesde    | SUR Suriname       | 1:59.95 |       |
| Medalha de prata | Zulia Calatayud    | CUB Cuba           | 2:00.67 |       |
| 3                | Meredith Valmon    | USA Estados Unidos | 2:01.51 |       |
| 4                | Vicky Lynch-Pounds | CAN Canadá         | 2:02.78 |       |
| 5                | Diane Cummins      | CAN Canadá         | 2:03.10 |       |
| 6                | Yanelis Lara       | CUB Cuba           | 2:03.32 |       |
| 7                | Jeanette Castro    | MEX México         | 2:05.06 |       |
| 8                | Kathleen Rounds    | USA Estados Unidos | DNS     |       |